# Glimmentladungsspektroskopie

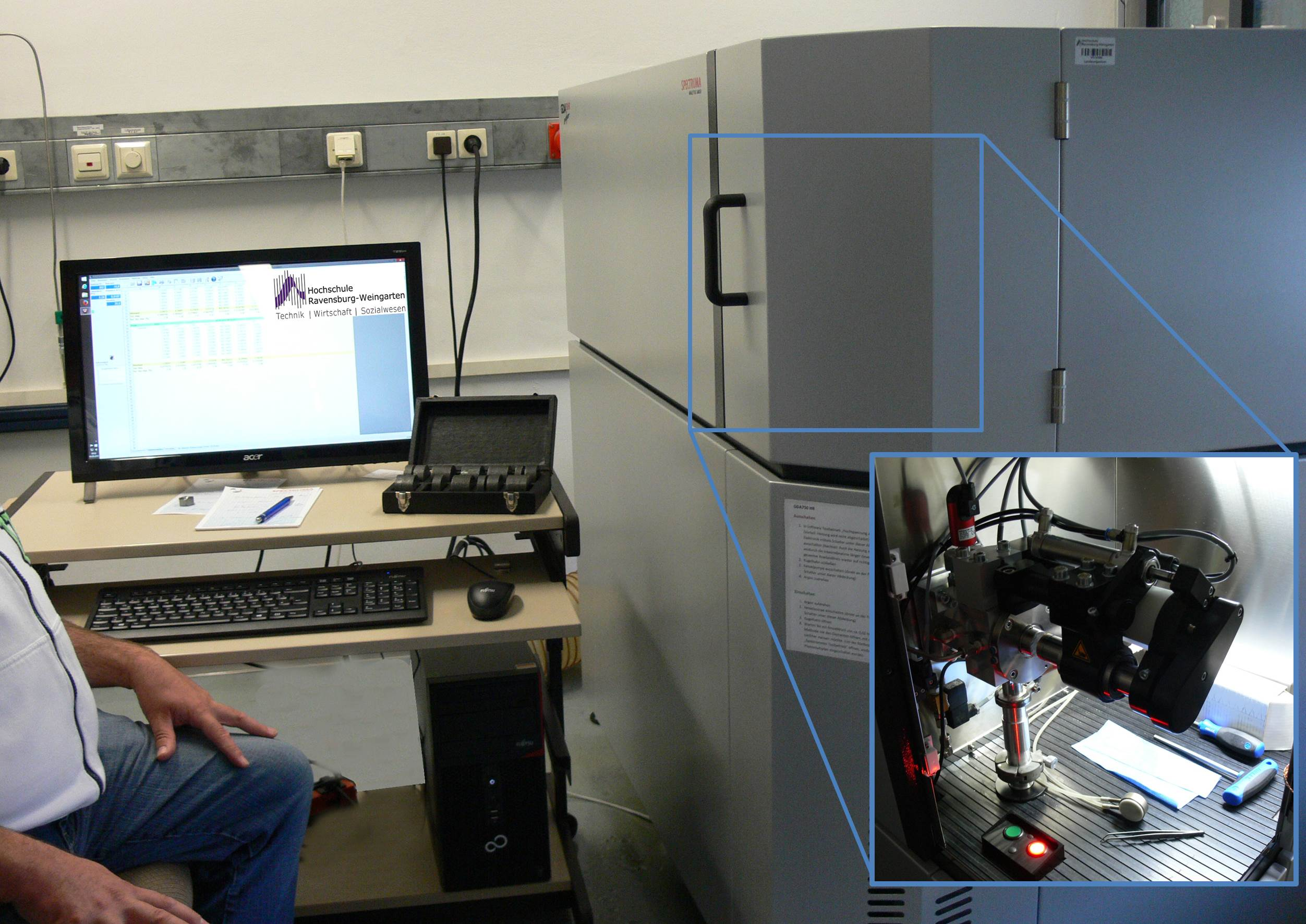
GDOS an der Hochschule Ravensburg-Weingarten 2015

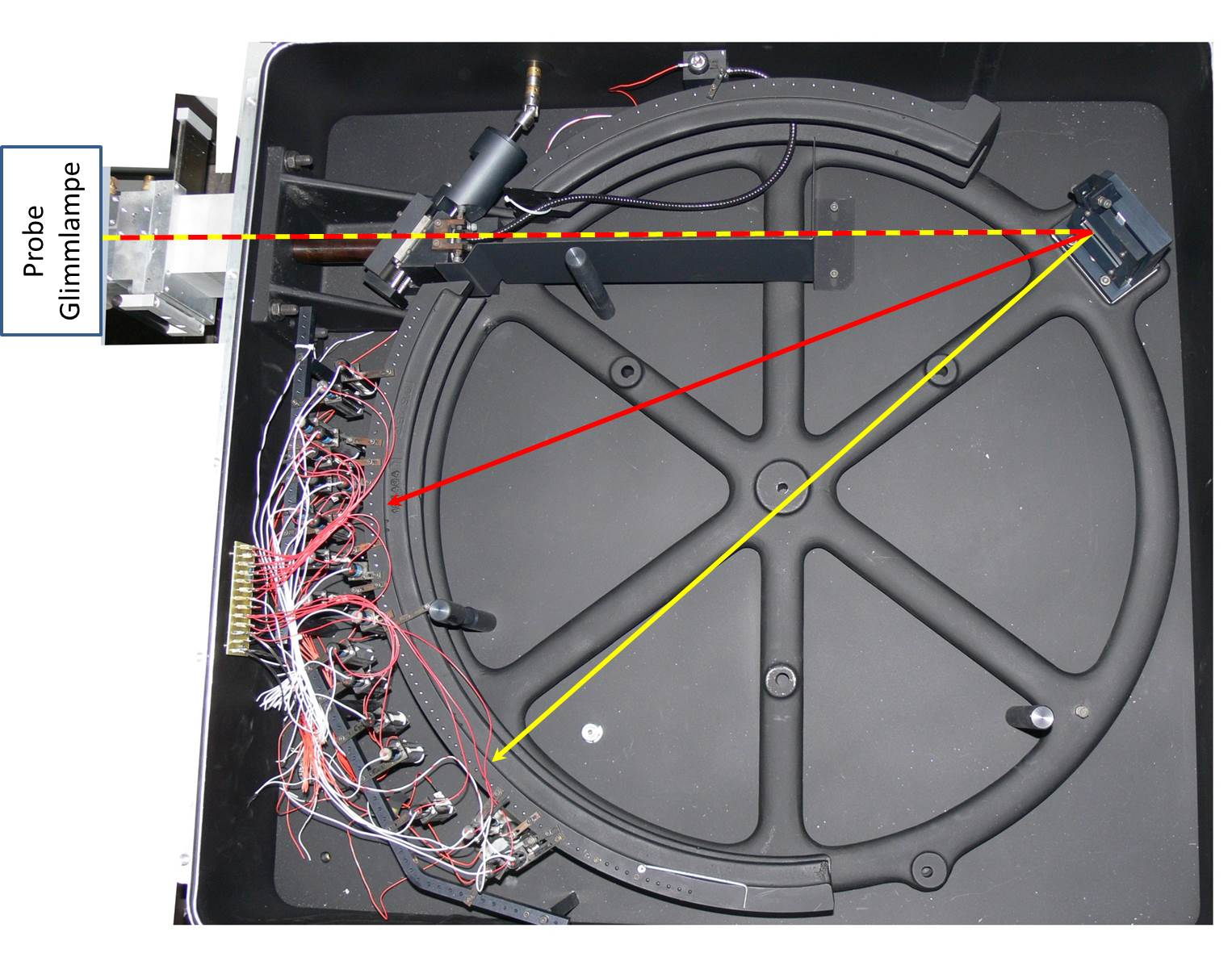
Prinzip: Rowland-Kreis

Glimmentladungsspektroskopie (englisch Glow Discharge Optical Emission Spectroscopy, GDOS/GDOES) bezeichnet ein spektroskopisches Verfahren zur quantitativen Analyse von Metallen und anderen auch nichtmetallischen Feststoffen. Das Verfahren geht zurück auf Grimm.
Im Gegensatz zur Funkenspektrometrie lassen sich bei GDOES auch Analysen von Schichtaufbauten durchführen. Die GDOES kann zur quantitativen und qualitativen Bestimmung von Elementen eingesetzt werden und ist damit ein Teilbereich der Analytischen Chemie.
Dabei werden in einem Gleichspannungsplasma die metallischen Proben als Kathode benutzt. Von der Oberfläche ausgehend wird nach und nach durch Kathodenzerstäubung mit Argonionen die Probe schichtweise abgetragen. Die abgetragenen Atome gelangen durch Diffusion ins Plasma. Durch Stoßprozesse angeregt emittieren diese Photonen mit charakteristischen Wellenlängen, welche mittels nachgeschaltetem Spektrometer aufgezeichnet und anschließend quantifiziert werden.
Bei Verwendung einer hochfrequenten Wechselspannung zur Plasmaerzeugung und entsprechendem Aufbau der Glimmentladungsquelle können auch nichtmetallische Proben untersucht werden.
Als Sensorik werden unterschiedliche Sensoren eingesetzt.
Durch PMTs (Photomultiplier) können geringste Spuren und auch hohe Konzentrationen des sensorspezifischen Elementes detektiert werden.
Mittels CCD (Charge-coupled Device) kann ein vollständiges Elementspektrum bei entsprechender Schichtdicke gemessen werden.

## Anwendung
Die Glimmentladungsspektroskopie ist eine etablierte Methode zur Charakterisierung von Stählen und Lacken. Neuere Entwicklungen beziehen sich auf die Analyse von porösen Elektroden aus Lithium-Ionen-Akkumulatoren.